# V. O. Key, Jr.
V. O. Key, Jr. (* 13. März 1908 in Austin, Texas; † 4. Oktober 1963 in Cambridge, Massachusetts) war ein US-amerikanischer Politikwissenschaftler, der 1957/58 als Präsident der American Political Science Association (APSA) amtierte. Zu diesem Zeitpunkt war er Professor an der Harvard University.
Key machte das Bachelor-Examen 1929 und das Master-Examen 1930 an der University of Texas at Austin und wurde 1934 an der University of Chicago zum Ph.D. promoviert. Danach war er Dozent an der University of California, Los Angeles. In den Jahren 1936 bis 1938 arbeitete er für den Social Science Research Council und das National Resources Planning Board. Er lehrte als Professor an der Johns Hopkins University (1938–49) mit Unterbrechungen für den Regierungsdienst während des Zweiten Weltkriegs. Von 1949 bis 1951 lehrte er an der Yale University und von 1951 bis zu seinem Tod an der Harvard University.
1955 wurde Key in die American Academy of Arts and Sciences gewählt.

## Schriften (Auswahl)
- Public opinion and American democracy. Knopf, New York 1961.
- American State politics. An introduction. Knopf, New York 1956.
- A primer of statistics for political scientists. Crowell, New York 1954.
- Politics, parties and pressure groups. Thomas Y. Crowell Company, New York 1942.